# Světový pohár v biatlonu 1979/1980
Světový pohár v biatlonu 1979/80 byla řada závodů biatlonu, kterou zorganizovala Mezinárodní unie moderního pětiboje (Union Internationale de Pentathlon Moderne – UIPM). Sezóna začala 18. ledna 1980 v německém Ruhpoldingu a skončila 30. března 1980 ve sovětském Murmansku. Jednalo se o třetí sezónu Světového poháru v biatlonu a závodit směli pouze muži.
Vítězem světového poháru se stal závodník Německé demokratické republiky Frank Ullrich (celkově podruhé).

## Kalendář
| Místo konání       | Datum            | Vytrvalostní z. | Sprint | Štafeta |
| ------------------ | ---------------- | --------------- | ------ | ------- |
| Ruhpolding         | 18. – 20. ledna  | ●               | ●      | ●       |
| Antholz-Anterselva | 24. – 27. ledna  | ●               | ●      | ●       |
| Lahti              | 14. – 16. března | ●               | ●      | ●       |
| Hedenäset          | 20. – 23. března | ●               | ●      | ●       |
| Murmansk           | 27. – 30. března | ●               | ●      | ●       |
| Celkem             | Celkem           | 6               | 6      | 6       |

- Výsledky z Olympijských her se nezapočítavaly do celkového hodnocení světového poháru.

*Štafety technicky nebyly součástí světového poháru, neboť se jejich výsledky nezapočítavaly do hodnocení žádné z disciplín.

## Podiové výsledky
| 1. zastávka SP v Ruhpoldingu, 18. – 20. ledna 1980 | 1. zastávka SP v Ruhpoldingu, 18. – 20. ledna 1980 | 1. zastávka SP v Ruhpoldingu, 18. – 20. ledna 1980 | 1. zastávka SP v Ruhpoldingu, 18. – 20. ledna 1980 | 1. zastávka SP v Ruhpoldingu, 18. – 20. ledna 1980 |
| -------------------------------------------------- | -------------------------------------------------- | -------------------------------------------------- | -------------------------------------------------- | -------------------------------------------------- |
| Datum                                              | Disciplína                                         | První místo                                        | Druhé místo                                        | Třetí místo                                        |
| 18. ledna 1980                                     | Vytrvalostní závod (20 km)                         | Klaus Siebert                                      | Eberhard Rösch                                     | Matthias Jacob                                     |
| 19. ledna 1980                                     | Sprint (10 km)                                     | Frank Ullrich                                      | Klaus Siebert                                      | Yvon Mougel                                        |

| 2. zastávka SP v Antholzu-Anterselvě, 24. – 27. ledna 1980 | 2. zastávka SP v Antholzu-Anterselvě, 24. – 27. ledna 1980 | 2. zastávka SP v Antholzu-Anterselvě, 24. – 27. ledna 1980 | 2. zastávka SP v Antholzu-Anterselvě, 24. – 27. ledna 1980 | 2. zastávka SP v Antholzu-Anterselvě, 24. – 27. ledna 1980 |
| ---------------------------------------------------------- | ---------------------------------------------------------- | ---------------------------------------------------------- | ---------------------------------------------------------- | ---------------------------------------------------------- |
| Datum                                                      | Disciplína                                                 | První místo                                                | Druhé místo                                                | Třetí místo                                                |
| 24. ledna 1980                                             | Vytrvalostní závod (20 km)                                 | Klaus Siebert                                              | Frank Ullrich                                              | Alfred Eder                                                |
| 26. ledna 1980                                             | Sprint (10 km)                                             | Frank Ullrich                                              | Mathias Jung                                               | Manfred Beer                                               |

| 3. zastávka SP v Lahti, 14. – 16. března 1980 | 3. zastávka SP v Lahti, 14. – 16. března 1980 | 3. zastávka SP v Lahti, 14. – 16. března 1980 | 3. zastávka SP v Lahti, 14. – 16. března 1980 | 3. zastávka SP v Lahti, 14. – 16. března 1980 |
| --------------------------------------------- | --------------------------------------------- | --------------------------------------------- | --------------------------------------------- | --------------------------------------------- |
| Datum                                         | Disciplína                                    | První místo                                   | Druhé místo                                   | Třetí místo                                   |
| 14. března 1980                               | Vytrvalostní závod (20 km)                    | Vladimir Gavrikov                             | Mathias Jung                                  | Keijo Kuntola                                 |
| 15. března 1980                               | Sprint (10 km)                                | Vladimir Gavrikov                             | Frank Ullrich                                 | Klaus Siebert                                 |

| 4. zastávka SP v Hedenäsetu, 20. – 23. března 1980 | 4. zastávka SP v Hedenäsetu, 20. – 23. března 1980 | 4. zastávka SP v Hedenäsetu, 20. – 23. března 1980 | 4. zastávka SP v Hedenäsetu, 20. – 23. března 1980 | 4. zastávka SP v Hedenäsetu, 20. – 23. března 1980 |
| -------------------------------------------------- | -------------------------------------------------- | -------------------------------------------------- | -------------------------------------------------- | -------------------------------------------------- |
| Datum                                              | Disciplína                                         | První místo                                        | Druhé místo                                        | Třetí místo                                        |
| 20. března 1980                                    | Vytrvalostní závod (20 km)                         | Klaus Siebert                                      | Frank Ullrich                                      | Eberhard Rösch                                     |
| 22. března 1980                                    | Sprint (10 km)                                     | Frank Ullrich                                      | Klaus Siebert                                      | Vladimir Alikin                                    |

| 5. zastávka SP v Murmansku, 27. – 30. března 1980 | 5. zastávka SP v Murmansku, 27. – 30. března 1980 | 5. zastávka SP v Murmansku, 27. – 30. března 1980 | 5. zastávka SP v Murmansku, 27. – 30. března 1980 | 5. zastávka SP v Murmansku, 27. – 30. března 1980 |
| ------------------------------------------------- | ------------------------------------------------- | ------------------------------------------------- | ------------------------------------------------- | ------------------------------------------------- |
| Datum                                             | Disciplína                                        | První místo                                       | Druhé místo                                       | Třetí místo                                       |
| 27. března 1980                                   | Vytrvalostní závod (20 km)                        | Frank Ullrich                                     | Vladimir Veličkov                                 | Eberhard Rösch                                    |
| 29. března 1980                                   | Sprint (10 km)                                    | Eberhard Rösch                                    | Vladimir Alikin                                   | Vladimir Veličkov                                 |

## Konečná klasifikace
| Pozice | Jméno             | Body | Počet vítězství |
| ------ | ----------------- | ---- | --------------- |
| 01     | Frank Ullrich     | 148  | 4               |
| 02     | Klaus Siebert     | 146  | 3               |
| 03     | Eberhard Rösch    | 133  | 1               |
| 04     | Vladimir Gavrikov | 129  | 2               |
| 05     | Mathias Jung      | 127  | 0               |
| 06     | Rudolf Horn       | 83   | 0               |
| 07     | Anatolij Aljabjev | 79   | 0               |
| 08     | Terje Krokstad    | 75   | 0               |
| 09     | Manfred Beer      | 73   | 0               |
| 10     | Vladimir Veličkov | 70   | 0               |